# Joseph Andrew Williams
Joseph Andrew Williams (Minneapolis, 2 maggio 1974) è un vescovo cattolico statunitense, dal 17 marzo 2025 vescovo di Camden.

## Biografia
Joseph Andrew Williams è nato a Minneapolis, nel Minnesota, il 2 maggio 1974 da Gary Williams e Mary (nata MacDonald). È il terzo di nove fratelli, uno dei quali, Peter, è un presbitero dell'arcidiocesi di Saint Paul e Minneapolis.

### Formazione e ministero sacerdotale
Ha frequentato la Saint Croix Catholic School a Stillwater e nel 1992 si è diplomato alla Stillwater High School.
Ha poi studiato all'Università del Minnesota a Morris, dove è stato giocatore di tennis nella compagine dell'ateneo gareggiando due volte nei campionati di tennis maschile NCAA Division III. Nel 1996 ha conseguito il Bachelor of Arts in biologia.
Ha proseguito gli studi alla Franciscan University of Steubenville. In questo periodo ha deciso di diventare sacerdote. Nel 1998 ha ottenuto la laurea in filosofia/pre-teologia in questo ateneo e poi è entrato nel seminario "San Paolo" di Saint Paul presso il quale nel 2002 ha conseguito il Master of Divinity.
Il 28 maggio 2002 è stato ordinato presbitero per l'arcidiocesi di Saint Paul e Minneapolis nella cattedrale arcidiocesana da Harry Joseph Flynn, arcivescovo metropolita di Saint Paul e Minneapolis. In seguito è stato vicario parrocchiale della parrocchia della cattedrale di San Paolo a Saint Paul dal 2002 al 2004, vicario parrocchiale della parrocchia della Divina Misericordia a Faribault dal 2004 al 2005, parroco delle parrocchie di San Mattia a Hampton e di Santa Maria a New Trier dal 2005 al 2008, parroco della parrocchia di Santo Stefano a Minneapolis dal 2008 al 2022, parroco della parrocchia del Santo Rosario a Minneapolis dal 2020 al 2022, vicario episcopale per il ministero ispanico dal 2018 al 2022 e amministratore parrocchiale della parrocchia del Santo Rosario a Minneapolis dal 2020 al 2022.
È stato anche coordinatore dell'organizzazione arcidiocesana per l'assistenza alle persone con disabilità, membro del consiglio di amministrazione del seminario "San Paolo" di Saint Paul e del Saint John Vianney College Seminary e cappellano della Camera dei rappresentanti del Minnesota.
Ha affermato che durante le proteste per la morte di George Floyd del 2020 a Minneapolis ha sentito un grido di aiuto nel cuore della notte da parte di una famiglia di parrocchiani il cui condominio rischiava di andare a fuoco. Si è recato all'appartamento e li ha accolti nella canonica della parrocchia per sicurezza.

### Ministero episcopale
Il 10 dicembre 2021 papa Francesco lo ha nominato vescovo ausiliare di Saint Paul e Minneapolis e titolare di Idassa. Ha ricevuto l'ordinazione episcopale il 25 gennaio successivo nella cattedrale di San Paolo a Saint Paul dall'arcivescovo metropolita di Saint Paul e Minneapolis Bernard Anthony Hebda, co-consacranti il vescovo emerito di Des Moines Richard Edmund Pates e il vescovo di Crookston Andrew Harmon Cozzens.
Ha continuato a occuparsi del ministero delle comunità ispaniche ed è stato anche amministratore parrocchiale della parrocchia di Nostra Signora di Guadalupe a Saint Paul dal 15 giugno all'8 settembre 2022, parroco in solido moderatore della stessa dall'8 settembre 2022  e presidente del comitato esecutivo del II sinodo diocesano dell'arcidiocesi di Saint Paul e Minneapolis.
Il 21 maggio 2024 papa Francesco lo ha nominato vescovo coadiutore di Camden. Il 9 settembre successivo, durante i vespri solenni recitati nella cattedrale dell'Immacolata Concezione a Camden, ha emesso la professione di fede e pronunciato il suo giuramento di fedeltà alla Sede Apostolica. Il giorno seguente è stato accolto ufficialmente in diocesi con una cerimonia tenutasi nella chiesa di Sant'Agnese della parrocchia di Nostra Signora della Speranza a Blackwood. Il 17 marzo 2025 è succeduto al governo pastorale della diocesi di Camden. Nel pomeriggio dello stesso giorno ha celebrato la sua prima messa come ordinario diocesano nella cattedrale dell'Immacolata Concezione a Camden.

## Genealogia episcopale
La genealogia episcopale è:
- Cardinale Scipione Rebiba
- Cardinale Giulio Antonio Santori
- Cardinale Girolamo Bernerio, O.P.
- Arcivescovo Galeazzo Sanvitale
- Cardinale Ludovico Ludovisi
- Cardinale Luigi Caetani
- Cardinale Ulderico Carpegna
- Cardinale Paluzzo Paluzzi Altieri degli Albertoni
- Papa Benedetto XIII
- Papa Benedetto XIV
- Papa Clemente XIII
- Cardinale Marcantonio Colonna
- Cardinale Giacinto Sigismondo Gerdil, B.
- Cardinale Giulio Maria della Somaglia
- Cardinale Carlo Odescalchi, S.I.
- Cardinale Costantino Patrizi Naro
- Cardinale Lucido Maria Parocchi
- Papa Pio X
- Cardinale Gaetano De Lai
- Cardinale Raffaele Carlo Rossi, O.C.D.
- Cardinale Amleto Giovanni Cicognani
- Cardinale Pio Laghi
- Cardinale Adam Joseph Maida
- Arcivescovo Allen Henry Vigneron
- Arcivescovo Bernard Anthony Hebda
- Vescovo Joseph Andrew Williams